# سرخس شاخ‌گوزنی بیفورکاتوم
سرخس شاخ گوزنی بیفورکاتوم (نام علمی: Platycerium bifurcatum) نام یک گونه از تیره بسپایکیان است.